# Lurama penia
Lurama penia är en fjärilsart som beskrevs av Paul Dognin 1919. Lurama penia ingår i släktet Lurama och familjen Mimallonidae. Inga underarter finns listade i Catalogue of Life.